# Спортивная ходьба на 20 километров

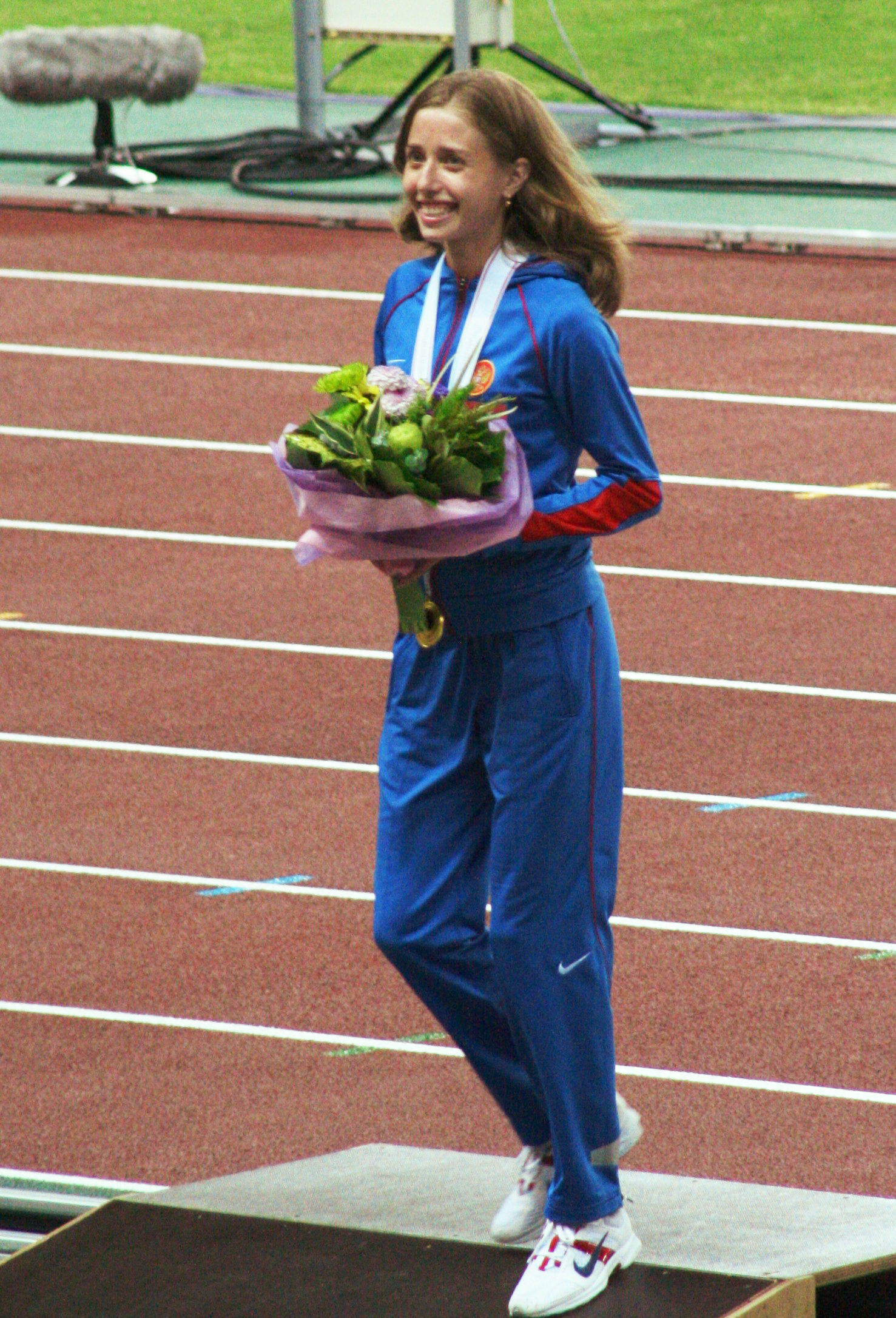
Ольга Каниськина, чемпионка мира в ходьбе на 20 км

Ходьба на 20 километров — дисциплина, относящаяся к спортивной ходьбе легкоатлетической программы. Требует от спортсменов выносливости и тактического мышления. Проводится на шоссе. Ходьба на 20 км была включена в программу Олимпийских игр у мужчин с 1956 года, у женщин с 2000 года.

## Правила
Основная ошибка, фиксируемая судьями, это нарушение стиля ходьбы, обнаружение фазы полета, когда обе ноги отрываются от земли.

## Рекорды
Спортсмены мужчины экстра класса показывают на дистанции 20 км результаты выше 1 ч 20 мин, женщины выше 1 ч 30 мин
| Результат          | Спортсмен       | Страна | Дата            | Место                 |
| Мировой рекорд     |                 |        |                 |                       |
| 1:16.36            | Юсукэ Судзуки   | Япония | 15 марта 2015   | Номи, Япония          |
| 1:24.38            | Лю Хун          | Китай  | 6 июня 2015     | Ла-Корунья, Испания   |
| Олимпийский рекорд |                 |        |                 |                       |
| 1:18.46            | Чэнь Дин        | Китай  | 4 августа 2012  | Лондон Великобритания |
| 1:25.02            | Елена Лашманова | Россия | 11 августа 2012 | Лондон Великобритания |

## История
Ходьба на 20 км позже всех была включена в программу Олимпийских игр у мужчин (1956), заменив ходьбу на 10 км. У женщин это первый и пока единственный вид спортивной ходьбы в программе Олимпийских игр. До 1995 года в программе чемпионатов мира у женщин присутствовала дисциплина ходьба 10 км, и начиная с 1995 года её заменила дистанция 20 км.
Наибольших успехов в этой дисциплине добивались легкоатлеты СССР (России), Италии, Польши, Испании. Мексики. Наиболее успешным на Олимпиадах у мужчин в этом виде был советский атлет Владимир Голубничий — 2 золотых, 1 серебряная и 1 бронзовая медаль (1960—1972). Известнейшие атлеты
- Леонид Спирин (СССР)
- Владимир Голубничий (СССР)
- Роберт Корженёвски (Польша)
- Олимпиада Иванова (Россия)
- Ольга Каниськина (Россия)
- Елена Николаева (Россия)